# Historische provincies van Finland

Tussen 1997 en 2009 bestond Finland uit zes provincies (Fins: läänit, Zweeds: län). De provincieopdeling werd in 1634 ingevoerd en in 1997 werd het aantal provincies teruggebracht van twaalf naar zes. Per 1 januari 2010 zijn alle provincies opgeheven.
Elke provincie werd geleid door een gouverneur (maaherra, landshövding) die op voordracht van het kabinet door de president werd benoemd.
| Nr. | Provincie    | Finse en Zweedse naam                  | Hoofdstad               | Bevolking (2003) | Oppervlakte (km²) | Samengevoegde provincies (1997)                     |
| --- | ------------ | -------------------------------------- | ----------------------- | ---------------- | ----------------- | --------------------------------------------------- |
| 1.  | Zuid-Finland | Etelä-Suomen lääni Södra Finlands län  | Hämeenlinna Tavastehus  | 2.116.914        | 34.378            | Uusimaa, Kymi, Häme                                 |
| 2.  | West-Finland | Länsi-Suomen lääni Västra Finlands län | Turku Åbo               | 1.848.269        | 74.185            | Vaasa, Turku-Pori, Midden-Finland, Häme (Pirkanmaa) |
| 3.  | Oost-Finland | Itä-Suomen lääni Östra Finlands län    | Mikkeli S:t Michel      | 582.781          | 48.726            | Kuopio, Noord-Karelië, Mikkeli                      |
| 4.  | Oulu         | Oulun lääni Uleåborgs län              | Oulu Uleåborg           | 458.504          | 57.000            | geen                                                |
| 5.  | Lapland      | Lapin lääni Lapplands län              | Rovaniemi               | 186.917          | 98.946            | geen                                                |
| 6.  | Åland        | Ahvenanmaan lääni Ålands län           | Maarianhamina Mariehamn | 26.000           | 6.784             | geen                                                |

## Overzicht

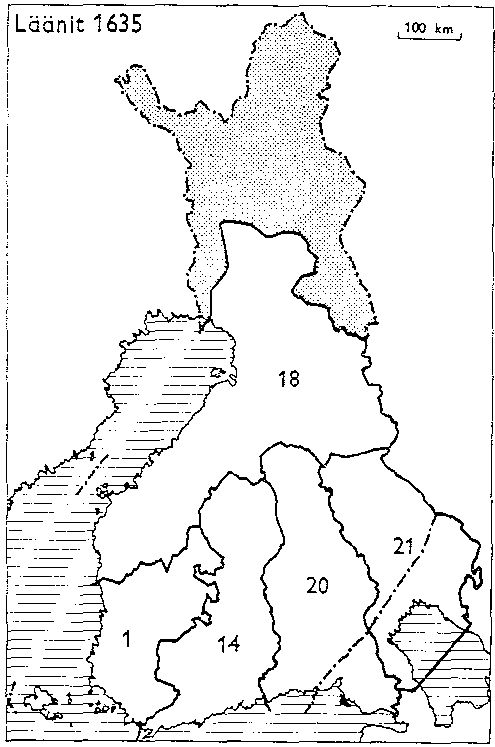
1634 1: Turku en Pori 14: Nyland en Tavastehus 18: Oost-Botnië 20: Viborg en Nyslott 21: Kexholm
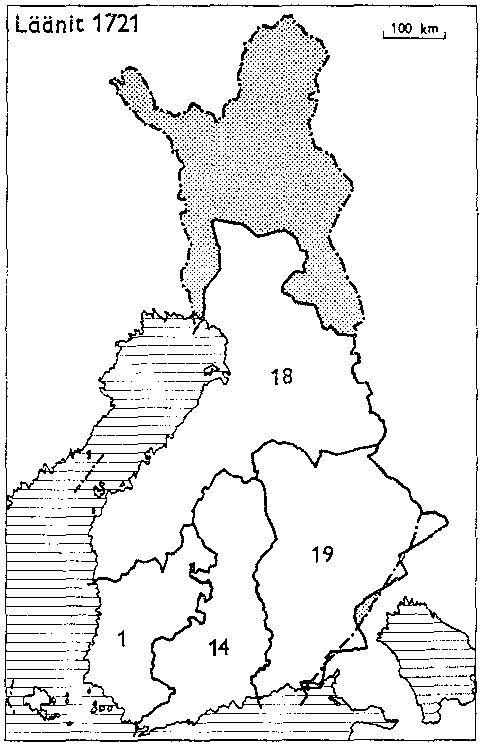
1721 1: Turku en Pori 14: Nyland en Tavastehus 18: Oost-Botnië 19: Kymmenegård en Nyslott
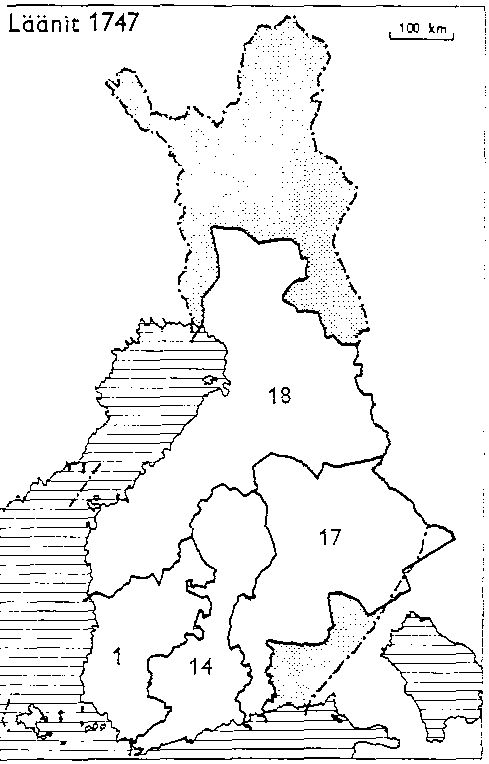
1747 1: Turku en Pori 14: Nyland en Tavastehus 17: Savolax en Kymmenegård 18: Oost-Botnië
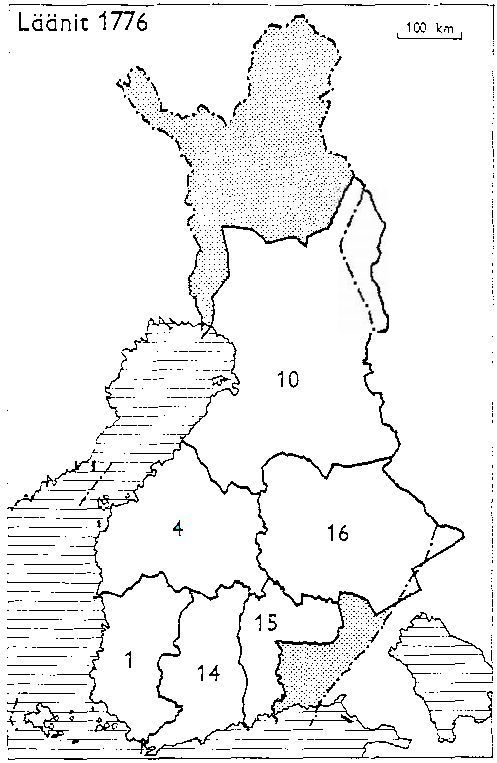
1776 1: Turku en Pori 4: Vaasa 10: Oulu 14: Nyland en Tavastehus 15: Kymmenegård 16: Savolax en Karelia
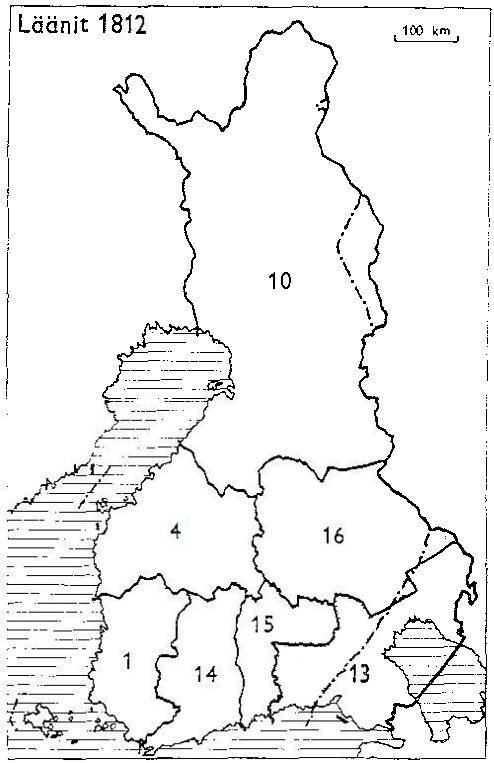
1812: 1: Turku en Pori 4: Vaasa 10: Oulu 13: Viipuri 14: Nyland en Tavastehus 15: Kymmenegård 16: Savolax en Karelia
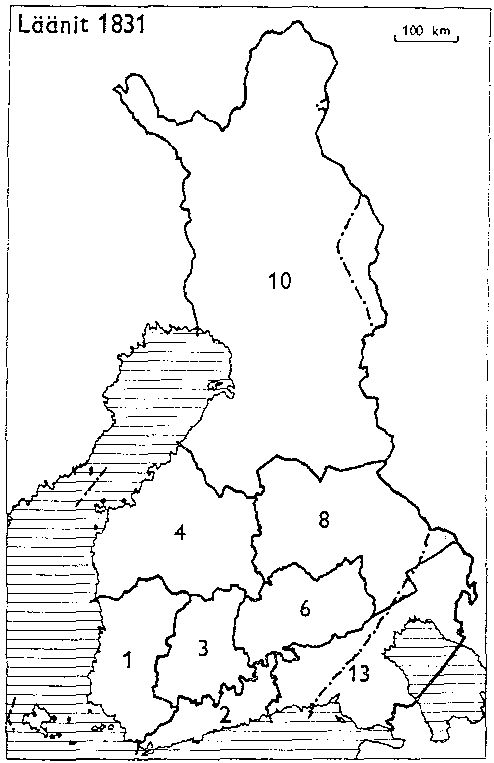
1831 1: Turku en Pori 2: Uusimaa 3: Häme 4: Vaasa 6: Mikkeli 8: Kuopio 10: Oulu 13: Viipuri
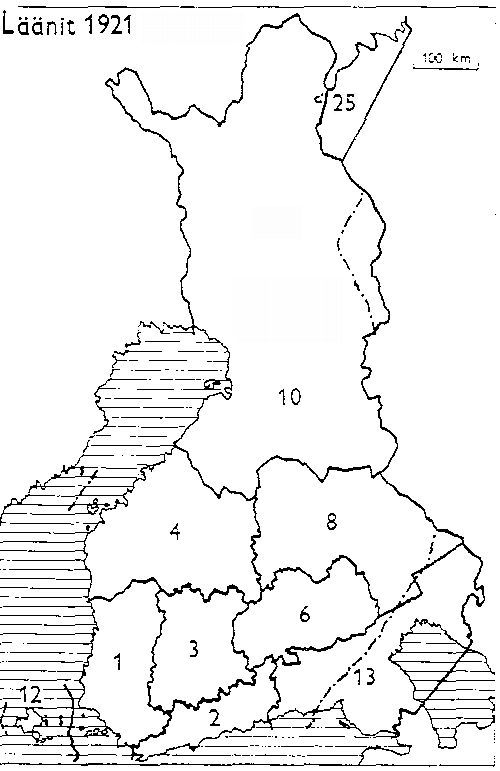
1921 1: Turku en Pori 2: Uusimaa 3: Häme 4: Vaasa 6: Mikkeli 8: Kuopio 10: Oulu 12: Åland 13: Viipuri 25: Petsamo
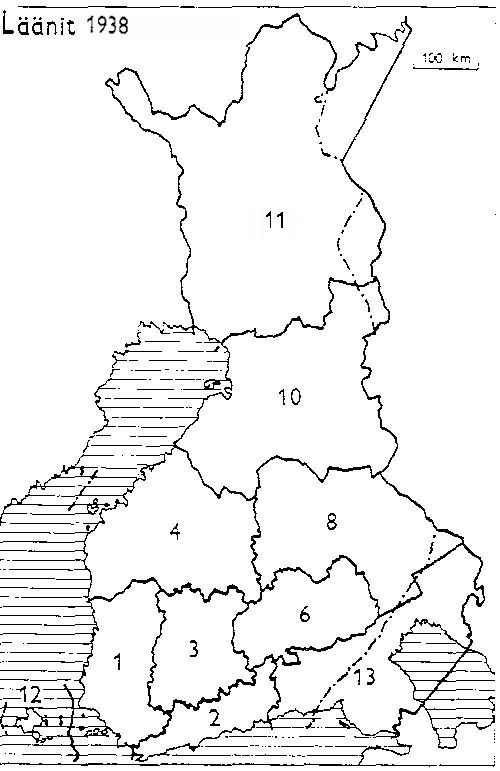
1938 1: Turku en Pori 2: Uusimaa 3: Häme 4: Vaasa 6: Mikkeli 8: Kuopio 10: Oulu 11: Lapland 12: Åland 13: Viipuri
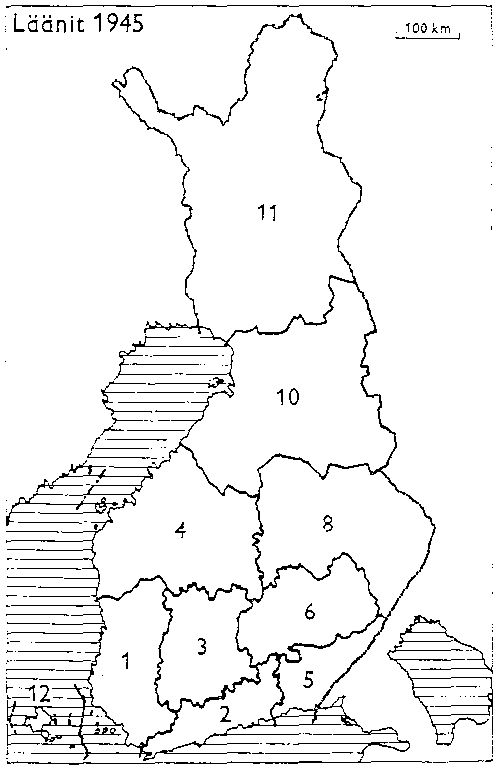
1945 1: Turku en Pori 2: Uusimaa 3: Häme 4: Vaasa 5: Kymi 6: Mikkeli 8: Kuopio 10: Oulu 11: Lapland 12: Åland
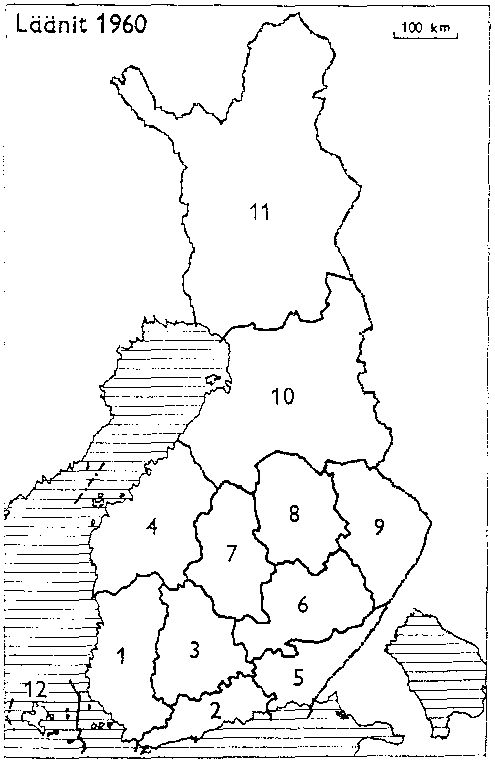
1960 1: Turku en Pori 2: Uusimaa 3: Häme 4: Vaasa 5: Kymi 6: Mikkeli 7: Centraal Finland 8: Kuopio 9: Noord Karelia 10: Oulu 11: Lapland 12: Åland
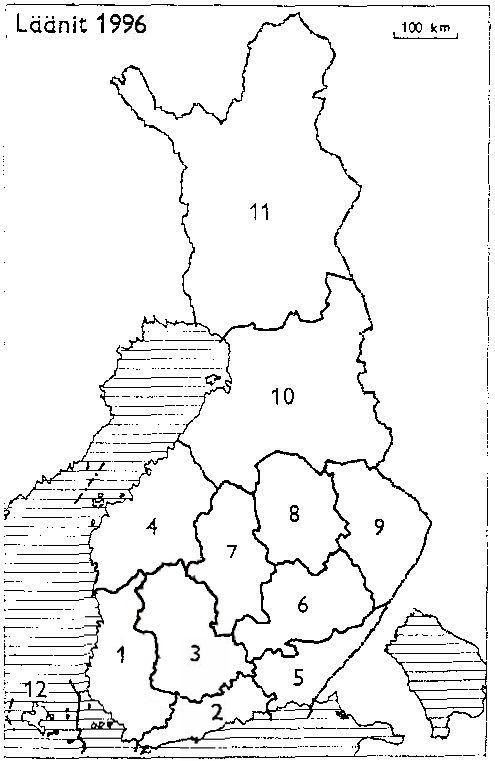
1996 1: Turku en Pori 2: Uusimaa 3: Häme 4: Vaasa 5: Kymi 6: Mikkeli 7: Centraal Finland 8: Kuopio 9: Noord Karelia 10: Oulu 11: Lapland 12: Åland
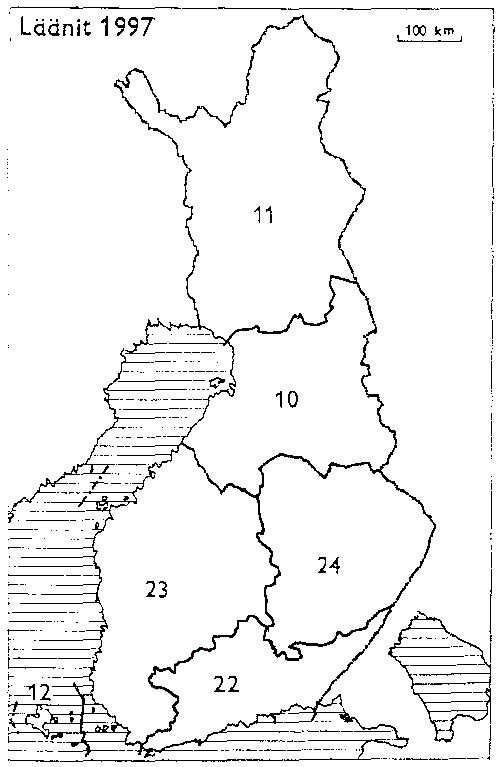
1997 10: Oulu 11: Lapland 12: Åland 22: Zuid Finland 23: West Finland 24: Oost Finland

- 1634
1: Turku en Pori
14: Nyland en Tavastehus
18: Oost-Botnië
20: Viborg en Nyslott
21: Kexholm
- 1721
1: Turku en Pori
14: Nyland en Tavastehus
18: Oost-Botnië
19: Kymmenegård en Nyslott
- 1747
1: Turku en Pori
14: Nyland en Tavastehus
17: Savolax en Kymmenegård
18: Oost-Botnië
- 1776
1: Turku en Pori
4: Vaasa
10: Oulu
14: Nyland en Tavastehus
15: Kymmenegård
16: Savolax en Karelia
- 1812:
1: Turku en Pori
4: Vaasa
10: Oulu
13: Viipuri
14: Nyland en Tavastehus
15: Kymmenegård
16: Savolax en Karelia
- 1831
1: Turku en Pori
2: Uusimaa
3: Häme
4: Vaasa
6: Mikkeli
8: Kuopio
10: Oulu
13: Viipuri
- 1921
1: Turku en Pori
2: Uusimaa
3: Häme
4: Vaasa
6: Mikkeli
8: Kuopio
10: Oulu
12: Åland
13: Viipuri
25: Petsamo
- 1938
1: Turku en Pori
2: Uusimaa
3: Häme
4: Vaasa
6: Mikkeli
8: Kuopio
10: Oulu
11: Lapland
12: Åland
13: Viipuri
- 1945
1: Turku en Pori
2: Uusimaa
3: Häme
4: Vaasa
5: Kymi
6: Mikkeli
8: Kuopio
10: Oulu
11: Lapland
12: Åland
- 1960
1: Turku en Pori
2: Uusimaa
3: Häme
4: Vaasa
5: Kymi
6: Mikkeli
7: Centraal Finland
8: Kuopio
9: Noord Karelia
10: Oulu
11: Lapland
12: Åland
- 1996
1: Turku en Pori
2: Uusimaa
3: Häme
4: Vaasa
5: Kymi
6: Mikkeli
7: Centraal Finland
8: Kuopio
9: Noord Karelia
10: Oulu
11: Lapland
12: Åland
- 1997
10: Oulu
11: Lapland
12: Åland
22: Zuid Finland
23: West Finland
24: Oost Finland